# Lecane copeis
Lecane copeis är en hjuldjursart som först beskrevs av Harry K. Harring och Myers 1926.  Lecane copeis ingår i släktet Lecane och familjen Lecanidae. Inga underarter finns listade i Catalogue of Life.